# Голливудский поцелуй Билли
«Голливудский поцелуй Билли» (англ. Billy's Hollywood Screen Kiss) — независимый американский фильм режиссёра Томми О’Хейвера.

## Сюжет
Билли - киноман, отдающий предпочтение женским мелодрамам, он увлекается фотографией, положителен во всех отношениях, но чаще всего окружающие характеризуют его как типичного гомосексуала. Парень родился в маленьком городке штата Индиана, где много кукурузных полей, скоростных автострад и натуралов. Билли вскоре понял, что не вписывается в это общество и, как только представилась возможность, парень переехал в Лос-Анджелес, город, где полно скоростных машин, звёзд кинематографа и представителей ЛГБТ-сообщества. Но Билли - романтик, а таким в Лос-Анджелесе тяжело. Все меняется, когда парень влюбляется в красивого официанта кофейни Габриэля и просит его позировать для серии фотографий, посвящённой знаменитым голливудским поцелуям.

## В ролях
| Актёр              | Роль     |
| ------------------ | -------- |
| Шон Хейс           | Билли    |
| Брэд Роу           | Габриэль |
| Кармин Джовинаццо  | Ганди    |
| Джейсон-Шейн Скотт | Брэд     |

## Награды и номинации
Фильм номинировался на следующие награды:
- Кинофестиваль в Довиле — номинация на Большой специальный приз.
- Кинофестиваль Санденс — номинация на приз большого жюри в категории «драматический фильм».
- Международный ЛГБТ-кинофестиваль «Verzaubert» — победа в номинации «лучший фильм».